# Festival des 3 Continents 1984
Le Festival des 3 Continents 1984, 6e édition du festival, s'est déroulé du 27 novembre au 4 décembre 1984.

## Déroulement et faits marquants
Outre la compétition, la 6e édition du festival propose un hommage à l'actrice égyptienne Samia Gamal et des panoramas du cinéma indien, cinéma indonésien et cinéma brésilien.

## Jury
- Otar Iosseliani : réalisateur géorgien
- Pierre Zucca : réalisateur  français
- Vassilis Alexakis : écrivain grec
- Nicolas Genka : écrivain français
- Simon Perry : producteur britannique
- Sally Potter : réalisatrice britannique

## Sélection

### En compétition
| Titre                        | Réalisation                   | Pays         |
| ---------------------------- | ----------------------------- | ------------ |
| L'Amour en prison            | Mohamed Fadel                 | Égypte       |
| El otro                      | Arturo Ripstein               | Mexique      |
| L'Hiver n'a pas été si froid | Bae Chang-ho                  | Corée du Sud |
| La grange                    | Dilip Chitre                  | Inde         |
| La Rivière sans balises      | Wu Tianming                   | Chine        |
| Les Baliseurs du désert      | Nacer Khémir                  | Tunisie      |
| Les Enfants de la guerre     | Bebe Kamin                    | Argentine    |
| Les Garçons de Fengkuei      | Hou Hsiao-hsien               | Taïwan       |
| Majdhar                      | Ahmed A. Jamal                | Pakistan     |
| Nuits du Sertão              | Carlos Alberto Prates Correia | Brésil       |
| Ponirah Terpidana            | Slamet Rahardjo               | Indonésie    |

### Autres programmations
- Hommage à Samia Gamal
- Cinéma indien : années 50
- Panorama du cinéma indonésien
- Musique brésilienne dans le cinéma brésilien

## Palmarès
- Montgolfière d'or : Les Baliseurs du désert de Nacer Khémir et Les Garçons de Fengkuei de Hou Hsiao-hsien[1]
- Prix spécial du jury : Ponirah Terpidana de Slamet Rahardjo et La grange de Dilip Chitre
- Mention spéciale : La Rivière sans balises de Wu Tianming, Les Enfants de la guerre de Bebe Kamin, et L'Hiver n'a pas été si froid de Bae Chang-ho